# Max Löblich
Max Löblich (* 5. Mai 1874 in Wien; † 12. Mai 1943) war ein österreichischer Eisenbahningenieur und Direktor der Wiener Lokalbahnen.

## Leben

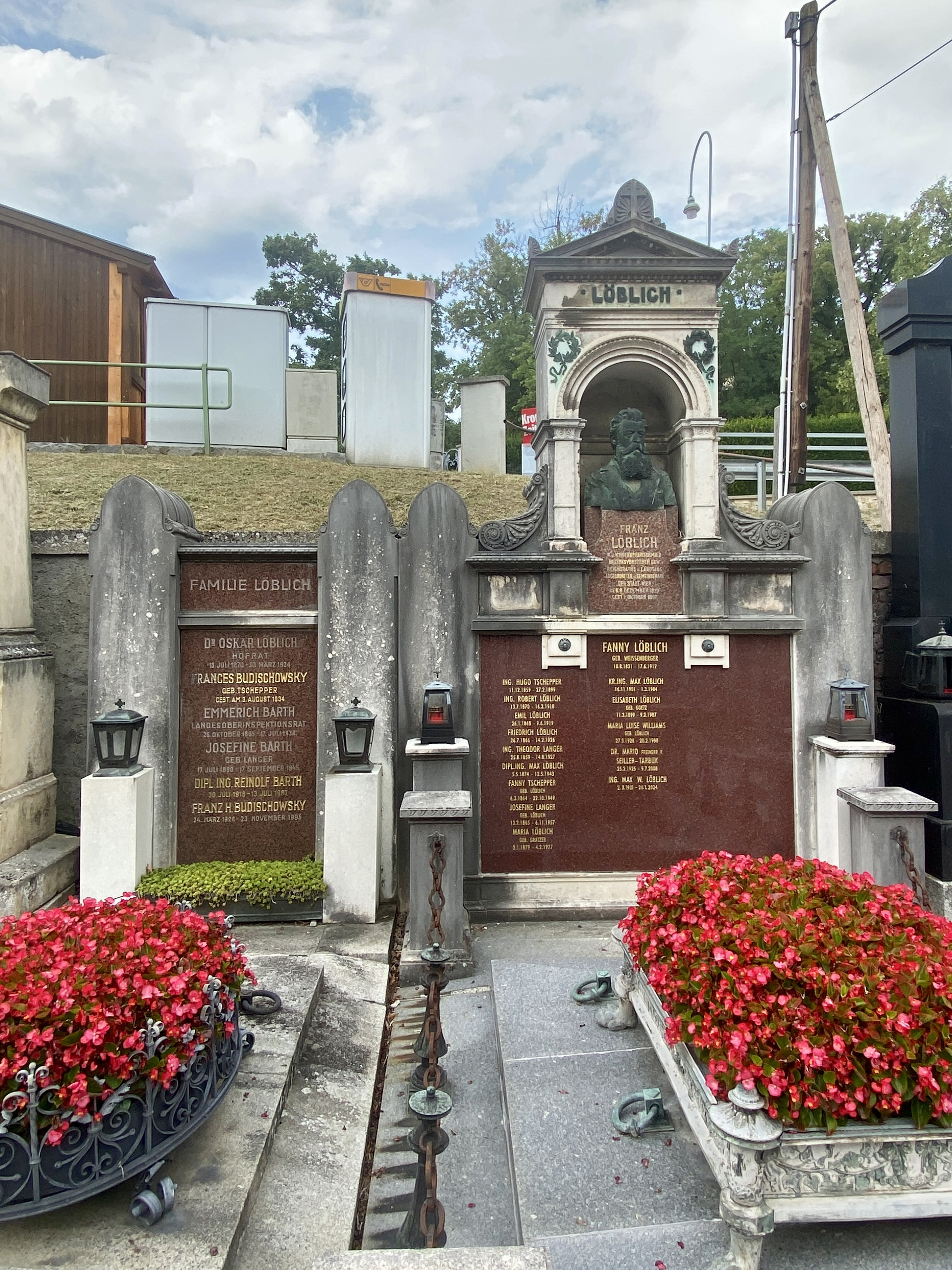
Grab von Max Löblich

Max Löblich, Sohn des Kupferschmieds, k.u.k. Hoflieferanten, Wiener Gemeinderatsmitglieds und Demokratischen Abgeordneten zum Reichsrat Franz Löblich studierte in Wien und war zunächst bei der Südbahngesellschaft tätig, später als Vorstand der Actiengesellschaft der Wiener Lokalbahnen („Badnerbahn“).
Löblich hatte maßgeblichen Anteil am Vollausbau der unter der Bauleitung des Eisenbahningenieurs Paul Goetz (Schuckert Werke) erbauten Strecke, sowie an dem wirtschaftlichen Erfolg, Wachstum und internationalen Kooperationen des Unternehmens zu Anfang des 20. Jahrhunderts.

## Familie
Er war verheiratet mit Maria Gratzer (1879–1977) und Vater von zwei Kindern: Kommerzialrat Maximilian Leopold Löblich und Franz Löblich II. 
Max Löblich starb 1943 und ist am Weidlinger Friedhof bei Wien in dem von Robert Oerley entworfenen Familiengrab begraben. 
| Personendaten    | Personendaten                       |
| ---------------- | ----------------------------------- |
| NAME             | Löblich, Max                        |
| KURZBESCHREIBUNG | österreichischer Eisenbahningenieur |
| GEBURTSDATUM     | 5. Mai 1874                         |
| GEBURTSORT       | Wien                                |
| STERBEDATUM      | 12. Mai 1943                        |